# Jakab Réka
Jakab Réka (Győr, 1987. február 5. –) magyar női labdarúgó, jelenleg a Viktória FC játékosa. Hivatásos pályafutását a Győri ETO-ban kezdte 2000-ben, majd a 2007–2008-as szezonban az 1. FC Femina '93 labdarúgója volt. 2008 nyarán ismét klubot váltott, az NB I-be frissen feljutott Győri Dózsa csapatába igazolt. A magyar női labdarúgó-válogatottnak 2005 óta a tagja.

## Pályafutása

### Klubcsapatban
Pályafutását 2000-ben kezdte a Győri ETO FC csapatában, amikor az ETO-nak megalakult a női szakosztálya. Első szezonjában az NB II-ben szerepelt a felnőtt csapat tagjaként. A bajnokságban a második helyen végzett a csapat, így a 2001–2002-es idényben az első osztályban szerepelt az együttessel. Első NB I-es szezonjában 17 mérkőzésen játszott, melyeken 3 gól szerzett, a magyar kupában négy mérkőzésen szerepelt, gólt nem lőtt. A hatodik helyen végeztek a szezon végén, amit a következő szezonban megismételtek, Réka ekkor is három találatig jutott, ezúttal 21 mérkőzésen. A 2003–2004-es idényben átszervezték a bajnokságot, csapatával az U19-es bajnokságban indultak, melyet meg is nyertek, 25 góljával házi gólkirály lett. A 2004–2005-ös bajnokságban a Győr az NB II-ben indult, az ezüstérem feljutást eredményezett. Az idényben 18 bajnokin lépett pályára, melyeken 35 alkalommal tudott eredményes lenni, így a góllövőlista élén végzett. Az NB I-ben 2005–2006-ban a negyedik helyen zártak, ami pályafutása legjobb eredménye az első osztályban. Az ETO-ban eltöltött utolsó, 2006–2007-es idényében az ötödik lett a Győr. Réka mindkét idényben a csapat házi gólkirálya lett (sorozatban harmadszor), előbb 24 mérkőzésen 20, majd 23 bajnokin 14 találatot szerzett. 103 bajnoki mérkőzésével második helyen áll Szalkai Rita mögött az ETO örökranglistáján a lejátszott mérkőzések tekintetében, míg az összetett góllövőlistát vezeti 75 góllal.
2007 augusztusában a Győri ETO-ból az 1. FC Feminába igazolt. A rákospalotai csapat a női Bajnokok Kupájában (az UEFA-bajnokok ligája női megfelelője) indulhatott a 2007–2008-as szezonban, mivel az előző idényben megnyerték a bajnoki címet. A selejtező első fordulójában az azeri Ruslan-93, a moldáv Narta Chisinau és a kazah Alma KTZH csapatával került egy csoportba a Femina. Réka mindhárom mérkőzésen kezdőként kapott lehetőséget, a Ruslan elleni 6–0-s győzelemből 2 góllal vette ki a részét. Ezt a Narta 2–0-s legyőzése követte, az utolsó találkozón azonban az Alma 3–1-es győzelme azt jelentette, hogy a magyar csapat a csoportban a 2. helyen végzett, így nem jutott tovább. A bajnokságban 28 mérkőzésen játszott, és 19 gólt szerzett. Csapata veretlenül lett bajnok, huszonhét győzelem mellett mindössze egy döntetlent játszott.
2008 nyarán a Feminából a Győri Dózsa SE együtteséhez szerződött, ahol testvérével, Petrával játszik egy csapatban. Bemutatkozására korábbi klubja, az ETO ellen került sor, ahol 2–1-es vereséget szenvedtek. A 3. fordulóban a Femina volt az ellenfelük, a bajnoki mérkőzésen megszerezte az első gólját az új csapatában, ahol 2–1-es félidei vezetést követően 5–4-es vereséget szenvedtek. A 4. fordulóban ismét gólt szerzett, így jelentős mértékben hozzájárult az idegenbeli 2–0-s győzelemhez.

### A válogatottban
Válogatottbeli szereplését a korosztályos magyar nemzeti csapatban kezdte, több alkalommal szerepelt az U19-es (19 éven aluli) válogatottban. A 2004-es U19-es Európa-bajnoki-selejtezők során a csapat az első fordulóban Svájc mögött második helyen végzett a B8-as csoportban, így továbbjutott a második selejtezőkörbe. A Magyarországon rendezett első selejtezőfordulóban Izraelt az ő 39. percben szerzett góljával verte meg a válogatott, amit a Svájc elleni 3–0-s vereség és a Bulgária elleni 3–2-es győzelem követett. Réka valamennyi mérkőzésen a kezdőcsapatban lépett pályára. A továbbjutást követően az A1 selejtezőcsoportba került az U19-es csapat. Izland ellen 4–0-s, Németországtól 9–0-s vereséget szenvedtek, végül az utolsó találkozón Lengyelországot 1–0 arányban győzték le, s végeztek a csoport 3. helyén, a kontinensbajnokságra nem kvalifikálták magukat. Jakab ezúttal is az összes selejtező-mérkőzésen kezdő volt.
A következő U19-es női Európa-bajnokságnak Magyarország volt a házigazdája, így a csapat automatikusan résztvevő volt. Az első két mérkőzésen Németország és Finnország ellen egyaránt 2–0-s vereséget szenvedett a válogatott Rékával a soraiban, majd az utolsó csoportmérkőzésen Svájc nyert 4–1-re ellenük, a magyarok gólja az ő nevéhez fűződik, ami egyben a magyar csapat egyetlen gólja volt a tornán.
A 2006-os U19-es női Európa-bajnokság selejtezőin az első selejtezőkörben Belgium mögött továbbjutott a válogatott a második selejtezőfordulóba, Jakab mindhárom mérkőzésen a kezdőcsapatban kapott helyet, valamint ő volt a korosztályos válogatott csapatkapitánya. Hasonlóan a 2004-es kiíráshoz, a második selejtezőkörben itt is harmadik helyen végzett a korosztályos női válogatott, így az Eb-re való kijutás nem sikerült. A csoportgyőztes Hollandiát 2–1-re verték meg az első mérkőzésen, Olaszországtól 2–0-ra kaptak ki, végül Szlovákiával játszottak 0–0-s döntetlent. Réka mindegyik mérkőzésen kezdőjátékos volt.
Réka jó teljesítményére felfigyeltek az A-válogatottnál is, így Ausztria ellen bemutatkozhatott 2005. szeptember 24-én a 2007-es női labdarúgó-világbajnokság selejtezőinek keretein belül a kezdőcsapat tagjaként. A debütálás nem sikerült túl fényesre, mivel 3–0-ra kapott ki otthon a nemzeti csapat. További vb-selejtezőkön is szerepet kapott, az Anglia ellen 13–0-ra, a Franciaországtól 2–0-ra, a Hollandia ellen 5–0-ra és a Hollandoktól 4–0-ra elszenvedett vereségek alkalmával egyaránt játszott. Az ezeket követő három vb-selejtezőn nem kapott játéklehetőséget, Anglia ellen még kerettag sem volt, végül az utolsó, Hollandia elleni találkozón visszatért a válogatottba csereként.
A 2009-es női Európa-bajnokság selejtezői során a Románia elleni, 3–3-as döntetlennel záruló mérkőzésen játszott először. Az eredmény elérésében hatalmas részt vállalt, 2–0-s román vezetés után két gólja alakította döntetlenre az állást. Ezt követően Svédországtól 7–0-s, Olaszországtól pedig 3–1-es vereséget szenvedtek, az olaszok elleni mérkőzés óta nem volt tagja a nemzeti csapatnak. Közel egyéves szünet után ismét szerepelt a válogatottban, visszatérésére az olaszok ellen került sor a 2009-es Eb-selejtezősorozat utolsó mérkőzésén.

## Sikerei, díjai
- Győri ETO FC:
  - U19-es magyar bajnok: 2003–04
  - NB II ezüstérmese: 2000–01, 2004–05
  - NB II gólkirálya: 2004–05
- 1. FC Femina:
  - Magyar bajnok: 2007–08
- Győri Dózsa SE:
  - NB I bronzérmes: 2009–10
- Viktória:
  - bajnoki ezüstérmes: 2011–12
  - bajnoki bronzérmes: 2012–13
  - Magyar kupa döntős: 2012

## Statisztika
| Klub           | Szezon   | NB I  | NB I  | Magyar Kupa | Magyar Kupa | —      | —      | Összesen | Összesen |
| Klub           | Szezon   | Mérk  | Gól   | Mérk        | Gól         | Mérk   | Gól    | Mérk     | Gól      |
| -------------- | -------- | ----- | ----- | ----------- | ----------- | ------ | ------ | -------- | -------- |
| Győri Dózsa SE | 2008–09  | 13    | 6     | 2           | 3           | —      | —      | 15       | 9        |
| Győri Dózsa SE | Összesen | 13    | 6     | 2           | 3           | —      | —      | 15       | 9        |
| Klub           | Szezon   | NB I  | NB I  | Magyar Kupa | Magyar Kupa | Európa | Európa | Összesen | Összesen |
| Klub           | Szezon   | Mérk  | Gól   | Mérk        | Gól         | Mérk   | Gól    | Mérk     | Gól      |
| 1. FC Femina   | 2007–08  | 28    | 19    | —           | —           | 3      | 2      | 31       | 21       |
| 1. FC Femina   | Összesen | 28    | 19    | —           | —           | 3      | 2      | 31       | 21       |
| Klub           | Szezon   | NB I  | NB I  | Magyar Kupa | Magyar Kupa | —      | —      | Összesen | Összesen |
| Klub           | Szezon   | Mérk  | Gól   | Mérk        | Gól         | Mérk   | Gól    | Mérk     | Gól      |
| Győri ETO      | 2006–07  | 23    | 14    | —           | —           | —      | —      | 23       | 14       |
| Győri ETO      | 2005–06  | 24    | 20    | —           | —           | —      | —      | 24       | 20       |
| Győri ETO      |          | NB II | NB II | —           | —           | —      | —      | —        | —        |
| Győri ETO      | 2004–05  | 18    | 35    | —           | —           | —      | —      | 18       | 35       |
| Győri ETO      |          | U19   | U19   | —           | —           | —      | —      | —        | —        |
| Győri ETO      | 2003–04  | —     | 25    | —           | —           | —      | —      | —        | 25       |
| Győri ETO      |          | NB I  | NB I  | —           | —           | —      | —      | —        | —        |
| Győri ETO      | 2002–03  | 21    | 3     | 2           | 0           | —      | —      | 23       | 3        |
| Győri ETO      | 2001–02  | 17    | 3     | 4           | 0           | —      | —      | 21       | 3        |
| Győri ETO      |          | NB II | NB II | —           | —           | —      | —      | —        | —        |
| Győri ETO      | 2000–01  | —     | —     | —           | —           | —      | —      | —        | —        |
| Győri ETO      | Összesen | 103   | 75    | 6           | 0           | —      | —      | 109      | 81       |
| Összesen       |          | 144   | 100   | 8           | 3           | 3      | 2      | 155      | 105      |

(A statisztikák 2008. november 15. szerintiek.)
| Nemzeti csapat | Szezon  | Mérk | Gól |
| -------------- | ------- | ---- | --- |
| Magyarország   | 2005–06 | 5    | 0   |
| Magyarország   | 2006–07 | 4    | 3   |
| Magyarország   | 2007–08 | 3    | 0   |
| Magyarország   | 2008–09 | 1    | 0   |
| Összesen       |         | 13   | 3   |

(A statisztikák 2008. október 2. szerintiek.)

### Mérkőzései a válogatottban
| Magyarország | Magyarország         | Magyarország                       | Magyarország        | Magyarország | Magyarország        | Magyarország | Magyarország | Magyarország |
| #            | Dátum                | Helyszín                           | Hazai               | Eredmény     | Vendég              | Kiírás       | Gólok        | Esemény      |
| ------------ | -------------------- | ---------------------------------- | ------------------- | ------------ | ------------------- | ------------ | ------------ | ------------ |
| 1.           | 2005. szeptember 24. | Bük                                | Magyarország        | 0 – 3        | Ausztria            | vb-selejtező | -            |              |
| 2.           | 2005. október 27.    | Tapolca                            | Magyarország        | 0 – 13       | Anglia              | vb-selejtező | -            |              |
| 3.           | 2005. november 9.    | Blois                              | Franciaország       | 2 – 0        | Magyarország        | vb-selejtező | -            | 59'          |
| 4.           | 2006. március 8.     | Győr                               | Magyarország        | 1 – 0        | Szlovákia           | barátságos   | -            | 64'          |
| 5.           | 2006. március 25.    | Zalaegerszeg, Andráshidai stadion  | Magyarország        | 0 – 5        | Hollandia           | vb-selejtező | -            | 56'          |
| 6.           | 2006. szeptember 24. | Zwolle                             | Hollandia           | 4 – 0        | Magyarország        | vb-selejtező | -            | 81'          |
| 7.           | 2007. március 15.    | Győr, Integrál-DAC pálya           | Magyarország        | 3 – 1        | Szlovákia           | barátságos   | 1            | 53'          |
| 8.           | 2007. május 5.       | Debrecen, Oláh Gábor utcai stadion | Magyarország        | 3 – 3        | Románia             | Eb-selejtező | 2            | 40' 68'      |
| 9.           | 2007. június 20.     | Karlstad, Tingvalla Stadion        | Svédország          | 7 – 0        | Magyarország        | Eb-selejtező | -            |              |
| 10.          | 2007. szeptember 5.  | Vuhan                              | Kína                | 4 – 0        | Magyarország        | barátságos   | -            | 46'          |
| 11.          | 2007. október 21.    | Bük                                | Magyarország        | 2 – 2        | Szlovénia           | barátságos   | -            | 60'          |
| 12.          | 2007. október 27.    | Bük                                | Magyarország        | 1 – 3        | Olaszország         | Eb-selejtező | -            | 62'          |
| 13.          | 2008. október 2.     | Montereale Valcellina              | Olaszország         | 3 – 0        | Magyarország        | Eb-selejtező | -            |              |
|              | 2009. június 30.     | Belgrád (SRB)                      | Franciaország       | 3 – 0        | Magyarország        | Universiade  | -            |              |
|              | 2009. július 2.      | Belgrád (SRB)                      | Magyarország        | 2 – 3        | Írország            | Universiade  | -            | 68'          |
|              | 2009. július 4.      | Belgrád (SRB)                      | Magyarország        | 1 – 1        | Japán               | Universiade  | -            | 57'          |
|              | 2009. július 6.      | Belgrád                            | Szerbia             | 5 – 0        | Magyarország        | Universiade  | -            | 84'          |
| 14.          | 2009. szeptember 2.  | Hajdújárás                         | Szerbia             | 1 – 8        | Magyarország        | barátságos   | 2            | 46' 68' 88'  |
| 15.          | 2009. szeptember 5.  | Sopron                             | Magyarország        | 3 – 5        | Ausztria            | barátságos   | -            | 57'          |
| 16.          | 2009. szeptember 19. | Szarajevó                          | Bosznia-Hercegovina | 0 – 2        | Magyarország        | vb-selejtező | -            | 78'          |
| 17.          | 2009. november 14.   | Sopron                             | Magyarország        | 1 – 1        | Ukrajna             | vb-selejtező | -            | 81'          |
| 18.          | 2010. február 23.    | Hódmezővásárhely                   | Magyarország        | 1 – 0        | Szerbia             | barátságos   | -            | 82'          |
| 19.          | 2010. március 11.    | Szenc                              | Szlovákia           | 1 – 1        | Magyarország        | barátságos   | -            | 46'          |
| 20.          | 2010. március 31.    | Sopron                             | Magyarország        | 2 – 0        | Bosznia-Hercegovina | vb-selejtező | -            |              |
| 21.          | 2010. május 5.       | Zalaegerszeg                       | Magyarország        | 3 – 1        | Szlovénia           | barátságos   | -            | 46'          |
| 22.          | 2010. november 26.   | Győr, ETO Park                     | Magyarország        | 3 – 4        | Csehország          | barátságos   | 1            | 49'          |
| 23.          | 2010. november 28.   | Lanžhot                            | Csehország          | 1 – 2        | Magyarország        | barátságos   | 1            | 60' 86'      |
| 24.          | 2011. április 13.    | Szenc                              | Szlovákia           | 2 – 4        | Magyarország        | barátságos   | -            | 59'          |
| 25.          | 2011. május 15.      | Ludbreg                            | Horvátország        | 1 – 1        | Magyarország        | barátságos   | -            | 65'          |
| 26.          | 2011. június 7.      | Telki                              | Magyarország        | 0 – 1        | Kanada              | barátságos   | -            | 71'          |
| 27.          | 2011. szeptember 17. | Dessel                             | Belgium             | 2 – 1        | Magyarország        | Eb-selejtező | -            | 46'          |
| 28.          | 2011. október 27.    | Lovecs                             | Bulgária            | 0 – 4        | Magyarország        | Eb-selejtező | -            | 80'          |
| 29.          | 2011. november 23.   | Sopron                             | Magyarország        | 2 – 2        | Észak-Írország      | Eb-selejtező | -            | 80'          |
|              | Összesen             |                                    |                     | 29           | mérkőzés            |              | 7            | gól          |

### Válogatott góljai
| #  | Dátum               | Helyszín  | Ellenfél   | Gólarány | Eredmény  | Rendezvény   |
| -- | ------------------- | --------- | ---------- | -------- | --------- | ------------ |
| 1. | 2007. március 15.   | Győr      | Szlovákia  | 3–1      | győzelem  | barátságos   |
| 2. | 2007. május 5.      | Debrecen  | Románia    | 3–3      | döntetlen | Eb-selejtező |
| 3. | 2007. május 5.      | Debrecen  | Románia    | 3–3      | döntetlen | Eb-selejtező |
| 4. | 2009. szeptember 2. | Hajdukovo | Szerbia    | 8–1      | győzelem  | barátságos   |
| 5. | 2009. szeptember 2. | Hajdukovo | Szerbia    | 8–1      | győzelem  | barátságos   |
| 6. | 2010. november 26.  | Győr      | Csehország | 3–4      | vereség   | barátságos   |
| 7. | 2010. november 28.  | Lanžhot   | Csehország | 2–1      | győzelem  | barátságos   |

## Érdekességek
- Rékának van egy nővére, Jakab Petra, aki szintén labdarúgó.
- Barátja Varga Gábor, aki a Győri ETO FC játékosa.
- Kedvenc csapata a Real Madrid és a Manchester United.
- A mezszáma az ETO-ban a 7-es volt, a Feminában és a válogatottban a 17-es. Jelenleg a Győri Dózsában ismét a 7-es mezben játszik.